# ألبرت هيلتون
ألبرت هيلتون (9 يوليو 1862 - 4 سبتمبر 1935)  (بالإنجليزية: Albert Hilton)‏ هو لاعب كريكت بريطاني.